# La Femme de trente ans
La Femme de trente ans est un roman d’Honoré de Balzac écrit entre 1829 et 1842. L’ouvrage est classé dans les Scènes de la vie privée de La Comédie humaine et est dédié au peintre Louis Boulanger.

## Histoire du texte
La chronologie de sa publication est difficile à retracer dans la mesure où Balzac n’a cessé de retoucher ce texte, le découpant en fragments publiés de manière éparse, y ajoutant des chapitres, avant de réunir l’ensemble en 1842.
En 1830, Balzac publie, dans la revue La Silhouette, sans signature, Une vue de Touraine, qui sera l’essentiel de la première partie du roman, complétée en 1831 dans la Revue des deux Mondes et parue sous le titre Le Rendez-vous,. Cette même année, La Caricature publie sous pseudonyme La Dernière Revue de Napoléon, qui formera le début de cette première partie. La Revue de Paris publie en 1831, sous le titre Les Deux Rencontres, le texte qui sera la cinquième partie du roman, puis Le Doigt de Dieu, qui formera la première moitié de la quatrième partie. La troisième partie du roman, publiée en 1832 dans la Revue de Paris, est intitulée À trente ans. Cette même année, les quatre parties, auxquelles l’auteur a ajouté L'Expiation, sont réunies dans les Scènes de la vie privée parues aux éditions Mame et Delaunay-Vallée sans qu’un titre global les réunisse.
C’est en 1834 que Madame Charles-Béchet publiera l’ensemble remanié, avec les noms des protagonistes modifiés, et deux ajouts importants que sont les chapitres La Vallée du torrent et Souffrances inconnues, sous le titre Même histoire. D’autres transformations ont lieu pour la publication du texte chez Werdet en 1837, puis chez Charpentier en 1839.
La Femme de trente ans ne prend son titre définitif, avec les parties reliées entre elles, que dans l’édition Furne de 1842.

## Structure
Le roman compte six parties :
1. Premières fautes : l'échec du mariage entre les cousins Julie de Chastillon et Victor d'Aiglemont, la romance platonique entre Julie et Lord Arthur Grenville ;
2. Souffrances inconnues : deuil de Julie à cause de la mort d'Arthur ;
3. À trente ans : rencontre entre Julie et Charles de Vandenesse ;
4. Le Doigt de Dieu : mort du petit Charles d'Aiglemont de la main de sa sœur Hélène ;
5. Les Deux Rencontres : fuite d'Hélène avec un aventurier ;
6. La Vieillesse d'une mère coupable : mort de Julie.

## Thèmes
On[Qui ?] a pu dire qu'avec ce livre, Balzac découvrait un nouveau type psychologique : 
« […] avec La Femme de trente ans qui est un des plus mal bâtis, un des plus mal venus, un des mal écrits, comme on dit, de ses romans, Balzac a réussi une performance […] nommer une réalité […]. On a dit que Balzac avait « inventé » la femme de trente ans (comme Parmentier a inventé la pomme de terre). »

Le sujet est résumé ainsi par le Dictionnaire des œuvres : 
« […] Julie de Chastillon est éprise d’un bel officier, Victor d’Aiglemont. Le père de la jeune fille connaît toute la délicatesse d’âme de sa fille et la vulgarité profonde de Victor ; aussi cherche-t-il vainement à s’opposer à cet amour. Quelques mois plus tard, les jeunes gens sont mariés : l’incompatibilité de leurs caractères ajoutée à l’aversion physique qu’elle éprouve maintenant pour son mari tourmente cruellement Julie. »

Et Isabelle Miller le résume plus brièvement : 
« Quand Julie de Chastillon épouse, en 1813, le fringant colonel Victor d’Aiglemont, elle ne se doute pas que ce serait, à peine un an plus tard, pour se plaindre des souffrances du mariage. »
Balzac parle donc du mariage, de la sexualité féminine et des sentiments féminins à leur égard. Cela englobe tant les aspirations amoureuses juvéniles, vite déçues, que la jouissance sexuelle et sa frustration (manque d’orgasme). Balzac parle ainsi de la brutalité sexuelle, proche du viol, que subissent doublement (physiquement et psychologiquement) les jeunes mariées ignorantes des choses de la vie, brutalité qui les dégoûte d'autant plus des plaisirs des sens que l'homme dispose du corps de sa femme comme il l'entend et est lui-même tout à fait ignorant des besoins de sa femme. Julie d'Aiglemont est ainsi soumise aux pulsions de son mari, Victor d'Aiglemont, décrit par Balzac comme parfaitement médiocre et inférieur à sa femme.
Ainsi, quand la tante de Victor, la comtesse de Listomère-Landon, sonde les sentiments de la jeune Mme d’Aiglemont : « Elle trembla d’avoir à reconnaître en Julie un cœur désenchanté, une jeune femme à qui l’expérience d’un jour, d’une nuit peut-être, avait suffi pour apprécier la nullité de Victor. “Si elle le connaît, tout est dit, pensa-t-elle, mon neveu subira bientôt les inconvénients du mariage.” », cela suggère la découverte violente de la sexualité par Julie.
À cette passivité sexuelle forcée s'ajoutent les problèmes médicaux intimes que la pudeur interdit d'évoquer : Balzac fait ainsi de brèves allusions à une inflammation génitale (métrite). Pour l'auteur, ces misères de la femme mariée ne sont pas tant le fait de sa condition sociale, que de la « nullité » d'un mari, aimé malgré tout, mais également haï : le mari, militaire médiocre, ignore tout de la sensibilité et des problèmes féminins.
En parallèle, Balzac montre, dans la première partie, comment ces déboires conjugaux se répercutent dans la vie publique. Ironiquement, à la souffrance privée correspond, tel que cela est décrit dans cette partie, une certaine réputation publique qui profite au mari, « homme nul », et confère à l'héroïne une certaine forme de respectabilité.
Ces thèmes sont des plus courants dans la littérature (adultère, souffrance sexuelle), bien que l’on fît un procès à Gustave Flaubert pour Madame Bovary. 

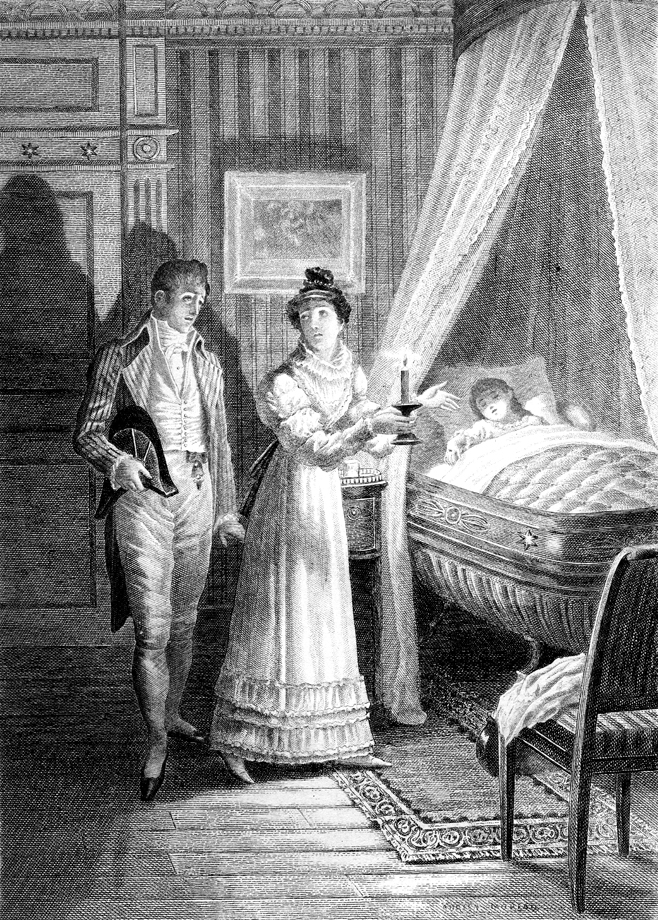
Dans la chambre de Julie.

Mais c’est Julie qui va subir les inconvénients du mariage. Adorée par un jeune lord, lord Arthur Grenville, qu’elle trouve séduisant, elle ne lui cède pas et provoque involontairement sa mort. Rongée de remords, elle finit par se résigner jusqu’à ce que Charles de Vandenesse réussisse à la tirer de son abattement. De cet amant, elle aura un enfant, Charles, un garçon adorable, mais ce bonheur sera de courte durée. En effet, Julie d'Aiglemont paie très cher son adultère. Sa fille aînée, Hélène, sait sa mère adultère. Jalouse de son petit frère, elle pousse ce dernier à la rivière où il meurt noyé. Hélène finit par déshonorer la famille lorsqu'elle s’enfuit avec un criminel qui, poursuivi par la police pour un meurtre, trouve un refuge dans la maison de son père. Surviennent alors des événements rocambolesques qui, par leurs invraisemblance, relèvent du roman-feuilleton plutôt que d'une étude sociale. Le mari d'Hélène devient ainsi l'un des pirates des mers les plus redoutés et Hélène vit telle une reine sur son bateau, entourée de trésors et ne se souciant nullement de sa déchéance morale. À la suite d'autres événements improbables, elle finit par mourir dans les bras de sa mère. Le roman se termine sur la vieillesse expiatoire d’une mère coupable.

## Batailles napoléoniennes évoquées
Balzac a imprégné toute La Comédie humaine de la légende napoléonienne. Dans La Femme de trente ans, il évoque :
- La bataille d'Austerlitz. « Quand les manœuvres furent terminées, l'officier d'ordonnance accourut à bride abattue, et s'arrêta devant l'empereur pour en attendre les ordres. En ce moment, il était à vingt pas de Julie, en face du groupe impérial, dans une attitude assez semblable à celle que Gérard a donnée au général Rapp dans le tableau de la bataille d'Austerlitz[6]. »
- La campagne d'Allemagne (1813) : « Ce dimanche était le treizième de l'année 1813. Le surlendemain, Napoléon partait pour cette fatale campagne pendant laquelle il allait perdre successivement Bessières et Duroc, gagner les mémorables batailles de Lutzen et de Bautzen, se voir trahi par l'Autriche, la Saxe, la Bavière, par Bernadotte, et disputer la terrible bataille de Leipsick[6]. »

## Bibliographie

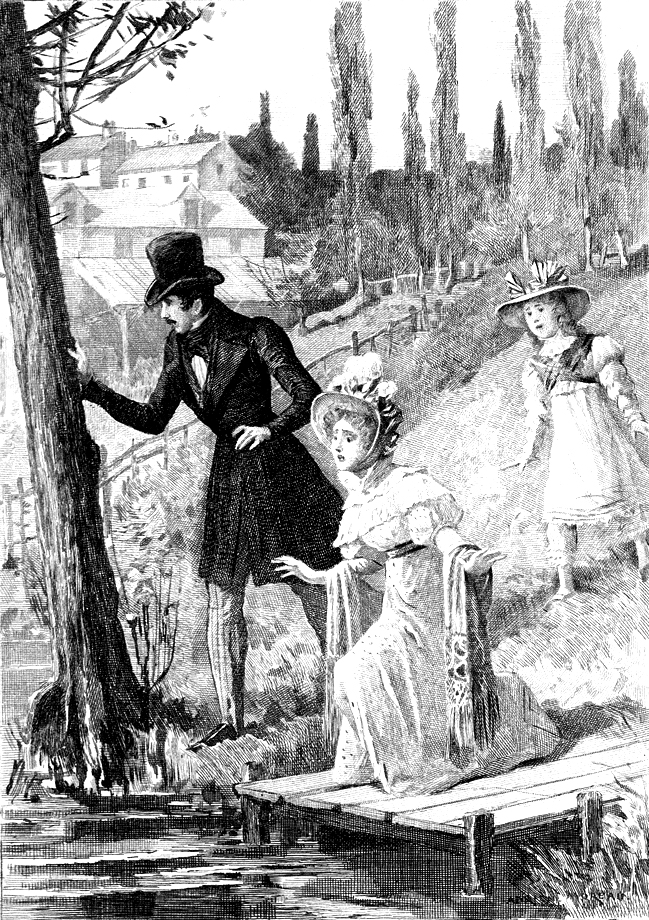
À la Bièvre.